# General Enrique Martínez
General Enrique Martínez, también conocida como La Charqueada, es una localidad uruguaya del departamento de Treinta y Tres. Cuenta con un puerto que en el comienzo sirvió para el comercio con Brasil. Entre otros productos se exportó el charque, lo cual fue motivo para bautizar a la localidad con el nombre de «La Charqueada».

## Ubicación
La localidad se encuentra geográficamente situada en la zona sureste del departamento de Treinta y Tres, en las costas del río Cebollatí, a 60 km de la capital departamental Treinta y Tres. A ella se accede desde el norte a través de la ruta 91 y desde el oeste por la 17.

## Historia
Los campos de la zona que hoy ocupa la localidad, pertenecían antiguamente a Joaquín Machado quien en 1914 decidió fraccionar 146 hectáreas de esos campos que se ubicaban próximos al río Cebollatí, fundando así la localidad. Años más tarde en 1937 el centro poblado fue bautizado por decreto ley con el nombre actual de Gral. Enrique Martínez, el cual recuerda al militar de ese nombre que participó de las guerras independentistas de Latinoamérica.
El 15 de octubre de 1963 la localidad fue elevada a la categoría de pueblo por ley 13167.
El 31 de julio de 2023 se inauguró el Puente en La Charqueada, la cual conecta Charqueada con Villa Cebollati, un pueblito que se encuentra a 8km de la localidad.
Además se inauguró también la Ruta 91

## Economía
La economía se basa en la agricultura, con extensas arroceras que componen parte del paisaje, la ganadería y la pesca. El turismo también es importante.

## Población
Según el censo del año 2011, la localidad contaba con una población de 1430 habitantes.
| 4374          | 931 | 956 | 979 | 1342 | 1513 | 1430 |
| (Fuente: INE) |     |     |     |      |      |      |

## Atractivos
La localidad se destaca por estar situada junto al río Cebollatí, lo que la convierte en un excelente pesquero. Además La Charqueada es un puerto fluvial, desde allí parten paseos en barco hasta la desembocadura del Cebollatí en la Laguna Merín. El río también permite la práctica de diferentes deportes náuticos atrayendo un importante número de turista año tras año.
En la zona existe además un campamento municipal, parador y un complejo de cabañas junto al río.